# ゲシュタルト乙女
ゲシュタルト乙女（英: Gestalt Girl、中: 格式塔少女）は、台湾のロックバンドである。

## 来歴
2016年1月に台湾で結成。ジャン ルを問わないサウンドと日本語で描く独自の世界観を持つ歌詞で、実験的でありながらも聴いた者の共感を生む。
キャッチーなボーカルメロディーラインと繊細なロックインストアレンジが特徴で、初期の作品はマスロック、デジタルロックなどの要素が印象的だったが、 2019 年以降の作品は空間系ベースのサウンドを積み上げ、シューゲイザーの雰囲気を加えている。

## メンバー
現在のメンバー
- Mikan Hayashi ボーカル・ギター担当。
- Crocus Huang（アース） ベース担当。VH (Vast & Hazy) や告五人 (Accusefive) などのバンドのサポートベースなどを経て、2024年3月より加入。

## ディスコグラフィ

### 配信シングル
| 発売日        | タイトル   | 備考                                                         |
| ------------- | ---------- | ------------------------------------------------------------ |
| 2019年11月6日 | 『EEヨ』   | 1stアルバム『視力検査』からの先行シングル。                  |
| 2023年5月31日 | 『窓』     | 日本のバンド・colormalのボーカル・イエナガがアレンジを担当。 |
| 2024年3月27日 | 『副都心』 | the band apartのボーカル・荒井岳史との共同制作。             |
| 2024年5月15日 | 『神様』   |                                                              |
| 2024年7月31日 | 『蜃気楼』 | エンジニア・浦本雅史がミキシング・マスタリングを担当。       |